# Степовое (Старобельский район)
Степовое (укр. Степове) — посёлок, относится к Старобельскому району Луганской области Украины.
Население по переписи 2001 года составляло 60 человек. Почтовый индекс — 92700. Телефонный код — 6461. Занимает площадь 0,89 км². Код КОАТУУ — 4425186505.

## Местный совет
92740, Луганська обл., Старобільський р-н, с. Чмирівка, вул. Повітрянофлотська, 52а  (укр.)